# Pupki (powiat olsztyński)

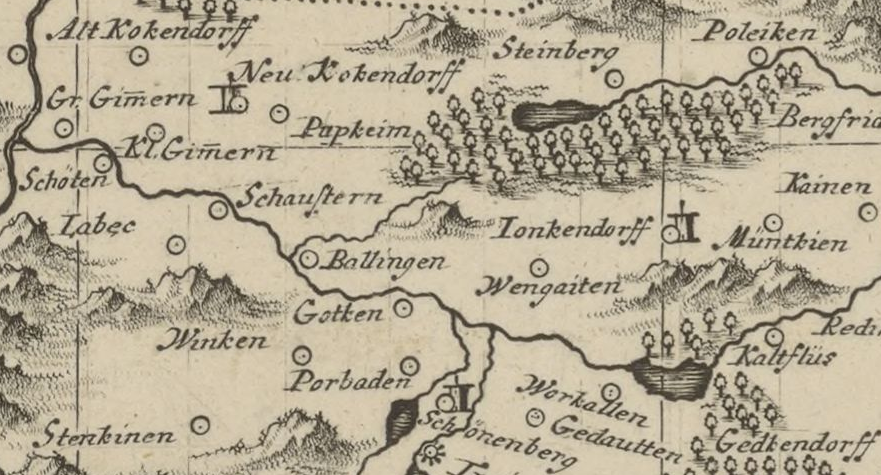
Wieś Pupki widoczna na mapie z 1755 roku autorstwa kartografa Jana Fryderyka Enderscha.

Pupki (niem. Pupkeim, od 1938 r. Tolnicken) – wieś warmińska w Polsce, położona w województwie warmińsko-mazurskim, w powiecie olsztyńskim, w gminie Jonkowo.
W latach 1975–1998 miejscowość położona była w województwie olsztyńskim.

## Historia
W okolicy miejscowości znajdują się ślady osadnictwa z I–II wieku. 
Początki wsi sięgają średniowiecza, lokowana została ona 8 kwietnia 1357 roku, pod pierwotna nazwą Damerau. Zasadźca był Prusem i nazywał się Tolneken (Tolnecken). W XV i na początku XVI wieku wieś uległa zniszczeniom w wyniku wojen. W drugiej połowie XVI wieku nastąpiła ponowna kolonizacja miejscowości. Liczba mieszkańców w drugiej połowie XVII wieku wynosiła 71. W 1823 roku we wsi mieszkały 123 osoby zajmując 28 zabudowań. W 1918 roku liczba mieszkańców wynosiła 433, natomiast w 1939 w spisie powszechnym wymieniano 418 osób mieszkających w Pupkach.